# Les Diablerets (massif)
Pour les articles homonymes, voir Les Diablerets.
Les Diablerets sont un massif montagneux des Alpes bernoises, situé aux confins des cantons de Vaud, du Valais et de Berne.
D'ouest en est, il est composé des sommets principaux suivants : le Culan (2 789 m), la tête Ronde (3 036 m), le sommet des Diablerets (3 216 m), le Sex Rouge (2 971 m), l'Oldenhorn ou Becca d'Audon (3 123 m), le Sanetschhore ou mont Brun (2 924 m), la dent Blanche ou Gstellihore (2 820 m), le Schluchhore (2 579 m) et le Mittaghore (2 334 m).

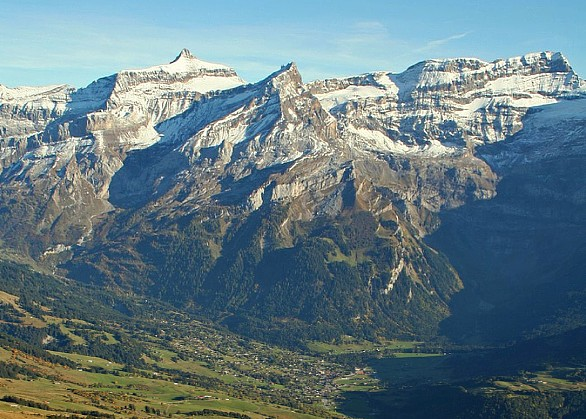
L'Oldenhorn, le Sex Rouge et le sommet des Diablerets vus du nord-ouest, depuis le pic Chaussy

Il est possible d'y skier, non seulement en hiver mais également l'été sur le glacier de Tsanfleuron, relié au village des Diablerets par un téléphérique, inauguré en 1964 à l'occasion de l'Exposition nationale et remplacé en 1999.
En 2014, le Peak Walk ouvre entre le Sex Rouge et le point de vue de Glacier 3000. Long de 107 mètres, il est le premier pont du monde construit entre deux sommets.